# Epistenia americana
Epistenia americana är en stekelart som beskrevs av Girault 1912. Epistenia americana ingår i släktet Epistenia och familjen puppglanssteklar.
Artens utbredningsområde är Paraguay. Inga underarter finns listade i Catalogue of Life.